# Raul Cano Pangalangan

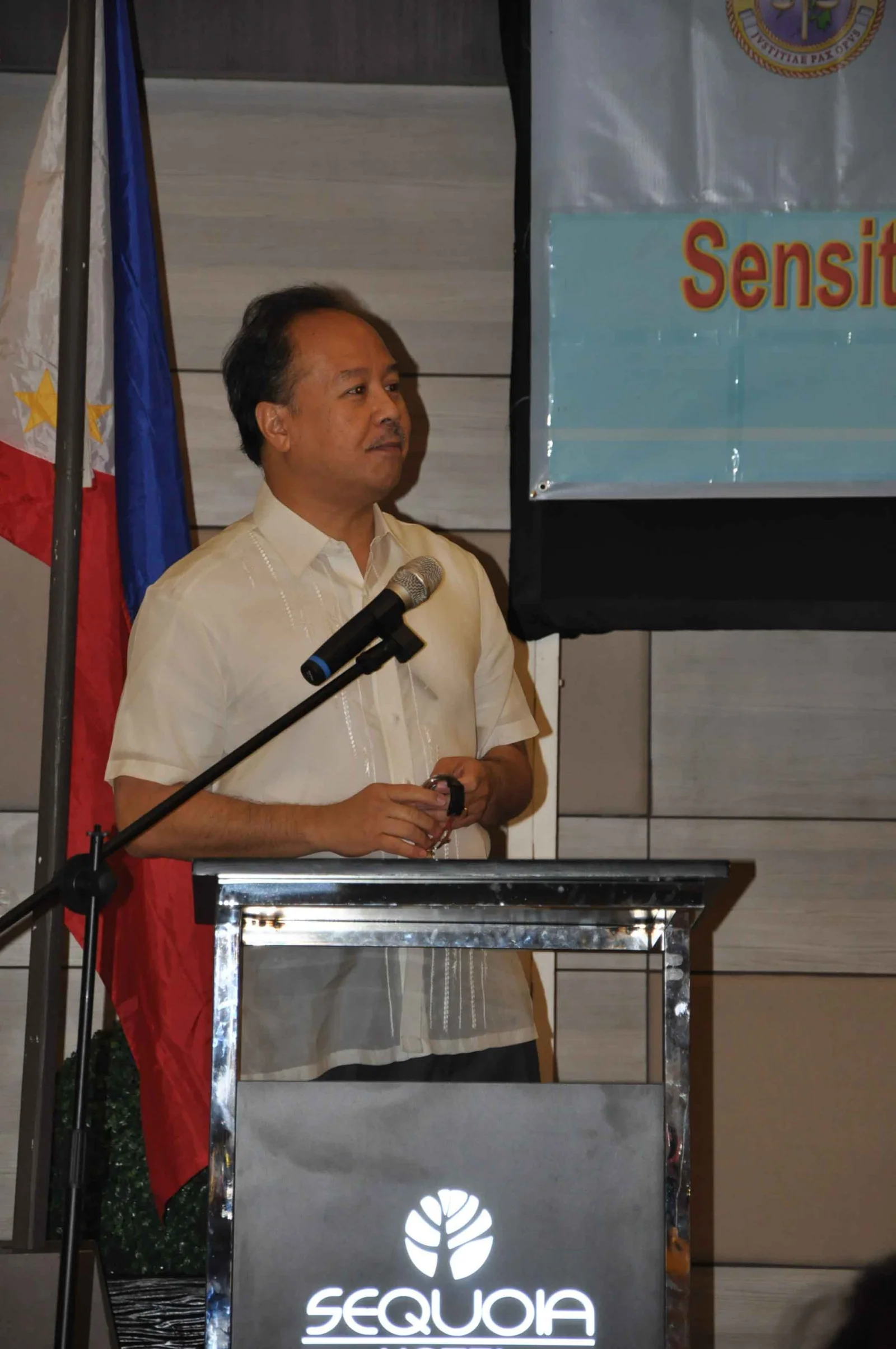
Raul Cano Pangalangan (2014)

Raul Cano Pangalangan (* 1. September 1958) ist ein philippinischer Jurist, Hochschullehrer und von 2015 bis 2021 Richter am Internationalen Strafgerichtshof.

## Leben und Wirken
Pangalangan studierte von 1974 bis 1978 Politikwissenschaft an der Universität der Philippinen mit dem Abschluss Bachelor of Arts. Dem schloss er ein Studium der Rechtswissenschaften ebendort an, das er 1983 mit dem Bachelor of Laws beendete. 1986 erwarb er an der Harvard Law School den Master of Laws und 1987 das Diplôme der Haager Akademie für Völkerrecht. 1990 wurde er in Harvard zum Dr. iur. promoviert. 1984 wurde er an der Universität der Philippinen zum Assistenzprofessor ernannt, 1990 wurde er außerplanmäßiger Professor und 2000 schließlich ordentlicher Professor für Verfassungsrecht und internationales Öffentliches Recht. Von 1999 bis 2005 war er Dekan der dortigen rechtswissenschaftlichen Fakultät. Pangalangan hatte Vorlesungen unter anderem an der Haager Akademie für Völkerrecht, der Universität Harvard und der Universität Thessaloniki gehalten und Gastprofessuren unter anderem an den Universitäten Hongkong, Melbourne und Puerto Rico inne.
1998 war er der Delegierte der Philippinen zur Mitwirkung am Römischen Statut des Internationalen Strafgerichtshofs. In der Folge war er am obersten philippinischen Gericht mehrfach als Berater tätig. Ab 13. Juli 2015 war er als Ersatz für Miriam Defensor Santiago bis 2021 Richter am Internationalen Strafgerichtshof.